# Leslie Feinberg
Leslie Feinberg, née le 1er septembre 1949 à Kansas City (Missouri, États-Unis) et morte le 15 novembre 2014 à Syracuse (État de New York), est une auteure américaine lesbienne butch transgenre, militante communiste et pour les droits des personnes transgenres. Leslie est surtout connue pour son roman Stone Butch Blues, paru en mars 1993.

## Biographie
Leslie Feinberg naît le 1er septembre 1949 dans une famille blanche ouvrière et juive. 
Elle commence à travailler à 14 ans pour subvenir à ses besoins, et découvre à cette époque la culture des bars gays de Buffalo. Elle abandonne rapidement l'école, enchaînant les petits boulots, le premier étant d'organiser une vitrine de magasin,. Elle quitte à l’adolescence sa famille biologique, hostile à son orientation sexuelle et son expression de genre de lesbienne butch. 
Au début de la vingtaine, Feinberg intègre le Parti du monde des travailleurs et écrit pour son journal officiel, Workers World. Elle se décrit comme communiste et antiraciste.
Elle vit avec l'essayiste et poétesse lesbienne Minnie Bruce Pratt, sa partenaire pendant vingt-deux ans, et épouse à partir de 2011.
Elle publie plusieurs essais sur le mouvement transgenre, et deux romans : Stone Butch Blues et Drag King Dreams. Elle a par ailleurs travaillé sur un projet de photographies, documentant son voisinage à Syracuse depuis la fenêtre de son appartement, lorsqu'elle ne pouvait pas se déplacer ou parler à cause de ses problèmes de santé.
Ses ouvrages ainsi que son militantisme ont eu une influence importante sur les luttes pour les droits LGBT. Le magazine Curve la liste en 1998 comme l'une des quinze personnalités les plus influentes dans les luttes gaies et lesbiennes.
Elle meurt en 2014 de complications liées à la maladie de Lyme, dont elle souffrait depuis les années 1970. Peu de choses étaient connues à cette époque sur cette maladie, et elle fut diagnostiquée et soignée seulement à partir de 2007. Elle attribue ses graves problèmes de santé non seulement aux lacunes de la science concernant la maladie de Lyme, mais également à l'intolérance et aux préjugés, car en tant que personne transgenre, elle s'est vu refuser l'accès à des soins de santé, qui lui étaient difficilement accessibles,. La discrimination l'a également empêchée d'obtenir un travail stable,.
Ses derniers mots furent « Hâtez la révolution! Souvenez-vous de moi comme d'une communiste révolutionnaire ».

## Activisme
Feinberg, malgré le succès de ses écrits dans le monde académique, s'est toujours sentie davantage appartenir à la classe ouvrière. Elle était active dans les mouvements anti-guerre, pro-travailleurs et anti-raciste, et participe en 1974 à l'organisation de la marche contre le racisme de Boston. En 1988, avec d'autres organisateurs elle bloque la marche du KKK. Elle fut très active dans la défense de CeCe McDonald, une jeune étudiante transgenre Afro-américaine qui s'est vue condamnée à 41 mois de prison dans une prison pour hommes pour s'être défendue contre une agression en 2012.
Leslie Feinberg fut la première à défendre le concept de libération transgenre. Son militantisme avait pour visée d'unir différentes minorités, de créer des alliances entre tous les groupes opprimés,. Elle défendait l'auto-détermination des individus, nations et groupes opprimés.

## Stone Butch Blues
Leslie Feinberg publie Stone Butch Blues en mars 1993. Il s'agit d'un roman, partiellement inspiré de sa propre expérience en tant qu'ouvrière et lesbienne butch, qui décrit les questionnements d'identité de genre et la vie de Jess, une lesbienne stone butch, dans le contexte de répression violente du Buffalo des années 1950 : humiliations de la part de la police et du public, arrestations des propriétaires de bars gays, outing dans les journaux et refus de soins de la part de médecins, raids dans les bars puis viols par la police, ainsi qu'hospitalisations en psychiatrie,,. À propos du possible caractère autobiographique de l'ouvrage, elle déclare « Il faut avoir vécu la réalité pour écrire la fiction ».
Le roman gagne en 1994 le Stonewall Book Award, dans la catégorie littérature. Il a été traduit dans de nombreuses langues, notamment en allemand, en espagnol, en chinois et en serbo-croate.
En septembre 2019, Stone Butch Blues paraît en France, avec une traduction française réalisée par un collectif de personnes trans et non binaires.
Ce roman reste une référence pour les communautés lesbienne et trans, et pour les personnes vivant une masculinité non conforme à leur genre assigné.

## Transidentité
Feinberg se dit transgenre car assignée femme à la naissance mais perçue comme un homme en raison de son expression de genre.
En 1996, elle affirme avoir eu recours à deux reprises à la chirurgie et aux hormones et ne pas exclure d'y avoir à nouveau recours ensuite, à sa discrétion.
Dans son ouvrage "Trans Liberation: Behond Pink or Blue" paru en 1998, Feinberg décrit dans le chapitre "We Are All Works In Progress" son expérience de mort imminente consécutive à un refus d'un médecin de la soigner, après qu'elle a découvert sa transidentité,. Cette expérience survient en 1996, après qu'elle a souffert pendant un an de maladie, une endocardite.

Dans une interview accordée en 2006, elle déclare, à propos des pronoms qu'elle utilise :

« Pour moi, les pronoms sont toujours placés dans un contexte particulier. J'ai un corps de femme, je suis une lesbienne butch, une lesbienne transgenre - utiliser "elle" pour parler de moi est approprié, en particulier dans des contextes non-trans où utiliser "il" réglerait en apparence le conflit entre mon sexe de naissance et mon expression de genre, et rendrait mon expression transgenre invisible. […] Et dans tous les espaces trans, utiliser "il" honore mon expression de genre de la même façon qu'utiliser "elle" pour mes sœurs les drag queens »

Elle affirme également apprécier l'usage du pronom neutre "ze/hir" utilisé en anglais, car il ne permet pas de « s'accrocher à des suppositions de genre/sexe/sexualité à propos d'une personne que vous allez ou venez juste de rencontrer ». Dans la nécrologie rédigée par son épouse, c'est le féminin qui est utilisé.

## Œuvres
- Transgender Liberation: A Movement Whose Time Has Come, World View Forum, 199 - Cet ouvrage ne semble pas publié en français mais des brochures en produisent des extraits, notamment "le mouvement de libération transgenre" et "nous sommes toutEs en devenir", traduits et diffusés par Nulle n'est parfaitE, http://sans.contrefacon.free.fr/trans_infos/trans_infos_brochures.html
- Stone Butch Blues, San Francisco: Firebrand Books, 1993 (traduction en français : Stone Butch Blues, Hystériques & Associé-e-s, 2019)
- Transgender Warriors: Making History from Joan of Arc to Dennis Rodman Boston: Beacon Press, 1996
- Trans Liberation: Beyond Pink or Blue. Beacon Press, 1999
- Drag King Dreams. New York: Carroll & Graf, 2006
- Rainbow Solidarity in Defense of Cuba. New York: World View Forum, 2009

## Distinctions
- Lambda Literary Award, pour Stone Butch Blues[14]
- American Library Association Stonewall Book Award 1994[14]